# Bryan Pamba
Bryan Pamba-Juille (Parigi, 7 gennaio 1992) è un cestista francese con cittadinanza ivoriana.

## Carriera
Con la Costa d'Avorio ha disputato i Campionati mondiali del 2019 e i Campionati africani del 2021.

## Palmarès
- NM1: 1

Rouen: 2022-23